# Pseudozarba opellodes
Pseudozarba opellodes är en fjärilsart som beskrevs av Embrik Strand 1917. Pseudozarba opellodes ingår i släktet Pseudozarba och familjen nattflyn. Inga underarter finns listade.